# Kurt Lemke
Kurt Erich Lemke (* 4. Juni 1914 in Westpreußen; † 11. November 1996) war ein deutscher Politiker (SED). Er war Stellvertreter des Ministers für Handel und Versorgung der DDR.

## Leben
Lemke war seit seiner Jugend Mitglied des Kommunistischen Jugendverbandes Deutschlands (KJVD). Ostern 1930 nahm er am 5. Reichsjugendtreffen des KJVD in Leipzig teil.
Lemke trat 1945 der KPD bei und wurde 1946 Mitglied der SED. 1945/46 fungierte er als Landrat des Kreises Spremberg. 1947/48 leitete er die Unterabteilung bzw. das Dezernat Planung und Statistik in der Abteilung Handel und Versorgung des brandenburgischen Ministeriums für Wirtschaftsplanung. Von Januar bis 1949 leitete er – in Nachfolge von Hermann Streit – kurzzeitig die Hauptabteilung Handel und Versorgung im brandenburgischen Wirtschaftsministerium. Ab Juni 1949 war Lemke Leiter der neugebildeten Hauptabteilung Erfassung und Aufkauf landwirtschaftlicher Erzeugnisse beim brandenburgischen Ministerpräsidenten bzw. von November 1950 bis 1951 im brandenburgischen Ministerium für Handel und Versorgung. 
Von 1951 bis 1961 fungierte Lemke als stellvertretender Präsident und Abteilungsleiter beim Verband deutscher Konsumgenossenschaften. Von 1961 bis 1966 war er stellvertretender Minister, dann von 1966 bis 1980 Staatssekretär, von 1980 bis 1989 erneut stellvertretender Minister für Handel und Versorgung der DDR.
Von 1968 bis 1972 war Lemke auch Mitglied des Rates für Land- und Nahrungsgüterwirtschaft. Lemke war Mitglied der Zentralen Kommission zur Betreuung alter verdienter Parteimitglieder der SED und lebte zuletzt als Veteran in Berlin.
Nach der Wende in der DDR gehörte er neben Eduard Schwierz, Peter Grabley und Lothar Engel zu den vier hohen SED-Wirtschaftsfunktionären, die noch im Bonner Bundeswirtschaftsministerium arbeiteten.

## Auszeichnungen
- Vaterländischer Verdienstorden in Bronze (1964), in Silber (1970) und in Gold (1974 und 1989)[6]
- Orden „Banner der Arbeit“ (1973)[7]
- Ehrenspange zum Vaterländischen Verdienstorden in Gold (1979)[8]
- Ehrenzeichen für Körperkultur und Sport der Deutschen Demokratischen Republik (1984)[9]
- Orden „Stern der Völkerfreundschaft“ in Silber (1984)[10]